# Горица Валповачка
Горица Валповачка је насељено место у граду Белишће, Осјечко-барањска жупанија, Хрватска.

## Историја
До територијалне реорганизације у Хрватској била је у саставу старе општине Валпово.

## Становништво
На попису становништва из 2011. године, Горица Валповачка је имала 165 становника.
| Број становника према пописима | Број становника према пописима | Број становника према пописима | Број становника према пописима | Број становника према пописима | Број становника према пописима | Број становника према пописима | Број становника према пописима | Број становника према пописима | Број становника према пописима | Број становника према пописима | Број становника према пописима | Број становника према пописима | Број становника према пописима | Број становника према пописима | Број становника према пописима |
| ------------------------------ | ------------------------------ | ------------------------------ | ------------------------------ | ------------------------------ | ------------------------------ | ------------------------------ | ------------------------------ | ------------------------------ | ------------------------------ | ------------------------------ | ------------------------------ | ------------------------------ | ------------------------------ | ------------------------------ | ------------------------------ |
| 1857.                          | 1869.                          | 1880.                          | 1890.                          | 1900.                          | 1910.                          | 1921.                          | 1931.                          | 1948.                          | 1953.                          | 1961.                          | 1971.                          | 1981.                          | 1991.                          | 2001.                          | 2011.                          |
| 0                              | 0                              | 40                             | 61                             | 100                            | 41                             | 83                             | 176                            | 204                            | 216                            | 183                            | 168                            | 211                            | 205                            | 186                            | 165                            |

Напомена: Исказује се као насеље од 1869. До 1900. исказивано је под именом Горица, а 1869. Подаци су садржани у насељу Боцањевци.